# Кубок валлійської ліги з футболу 2024—2025
Кубок валлійської ліги 2024—2025 — 33-й розіграш Кубка валлійської ліги.

## Календар
| Раунд        | Дата                          | Матчі | Клуби   |
| ------------ | ----------------------------- | ----- | ------- |
| Перший раунд | 19–21 липня 2024              | 16    | 48 → 32 |
| 1/16 фіналу  | 2–4 серпня 2024               | 16    | 32 → 16 |
| 1/8 фіналу   | 17 вересня 2024               | 8     | 16 → 8  |
| 1/4 фіналу   | 21 жовтня – 13 листопада 2024 | 4     | 8 → 4   |
| 1/2 фіналу   | 30 листопада – 1 грудня 2024  | 2     | 4 → 2   |
| Фінал        | 28 лютого 2025                | 1     | 2 → 1   |

## Перший раунд
| Команда 1              | Рахунок      | Команда 2                 |
| ---------------------- | ------------ | ------------------------- |
| 19 липня 2024          |              |                           |
| Ллей Велфер            | 3:1          | Денбай Таун               |
| Флінт Маунтейн         | 0:3          | Гресфорд Атлетік          |
| Ратін Таун             | 2:1          | Бангор 1876               |
| Таффс Велл             | 1:3          | Мертір Таун               |
| Аван Лідо              | 1:3          | Кардіфф Сіті              |
| 20 липня 2024          |              |                           |
| Пенринкоч              | 0:3          | Гвілсфілд                 |
| Кайрсус                | 0:1          | Голівелл Таун             |
| Баклі Таун             | 5:1          | Престатін Таун            |
| Лландидно              | 3:0          | Ньюпорт Каунті            |
| Кумбран Селтік         | 2:3          | Третомас Блюбердс         |
| Карау Елі              | 2:1          | Трефелін                  |
| Пенрівсейбер Рейнджерс | 1:4          | Гойтр Юнайтед             |
| Кармартен Таун         | 2:1          | Кембріан-енд-Клайдеч-Вейл |
| Ллантвіт Майор         | 2:0          | Ньюпорт Сіті              |
| 21 липня 2024          |              |                           |
| Ейрбас                 | 3:2          | Молд Александра           |
| Баглан Дрегонс         | 1:1 пен. 5:3 | Суонсі Сіті               |

## 1/16 фіналу
| Команда 1              | Рахунок      | Команда 2                       |
| ---------------------- | ------------ | ------------------------------- |
| 2 серпня 2024          |              |                                 |
| Кардіфф Сіті           | 3:1          | Понтипрідд Юнайтед              |
| Гойтр Юнайтед          | 3:2          | Карау Елі                       |
| Третомас Блюбердс      | 3:1          | Баглан Дрегонс                  |
| Ратін Таун             | 0:1          | Бала Таун                       |
| Нью-Сейнтс             | 5:1          | Флінт Таун Юнайтед              |
| Баррі Таун             | 1:1 пен. 5:3 | Лланеллі Таун                   |
| 3 серпня 2024          |              |                                 |
| Британ Феррі Ллансавел | 0:3          | Пенібонт                        |
| Голівелл Таун          | 3:1          | Ллей Велфер                     |
| Баклі Таун             | 0:3          | Коннас-Кі Номадс                |
| Лландидно              | 2:2 пен. 4:2 | Гвілсфілд                       |
| Гресфорд Атлетік       | 1:4          | Ейрбас                          |
| Колвін-Бей             | 0:2          | Аберіствіт Таун                 |
| Кармартен Таун         | 0:5          | Гейверфордвест Каунті           |
| Мертір Таун            | 2:0          | Амманфорд                       |
| Ллантвіт Майор         | 2:3          | Кардіфф Метрополітен Юніверсіті |
| 4 серпня 2024          |              |                                 |
| Ньютаун                | 2:2 пен. 1:3 | Карнарвон Таун                  |

## 1/8 фіналу
| Команда 1                       | Рахунок | Команда 2             |
| ------------------------------- | ------- | --------------------- |
| 17 вересня 2024                 |         |                       |
| Коннас-Кі Номадс                | 3:2     | Карнарвон Таун        |
| Ейрбас                          | 0:1     | Нью-Сейнтс            |
| Бала Таун                       | 2:0     | Голівелл Таун         |
| Аберіствіт Таун                 | 3:2     | Лландидно             |
| Кардіфф Сіті                    | 2:1     | Мертір Таун           |
| Кардіфф Метрополітен Юніверсіті | 9:1     | Гойтр Юнайтед         |
| Пенібонт                        | 1:0     | Гейверфордвест Каунті |
| Третомас Блюбердс               | 1:4     | Баррі Таун            |

## 1/4 фіналу
| Команда 1         | Рахунок | Команда 2                       |
| ----------------- | ------- | ------------------------------- |
| 21 жовтня 2024    |         |                                 |
| Кардіфф Сіті      | 3:2     | Кардіфф Метрополітен Юніверсіті |
| 22 жовтня 2024    |         |                                 |
| Коннас-Кі Номадс  | 1:2     | Аберіствіт Таун                 |
| Баррі Таун        | 3:2     | Пенібонт                        |
| 13 листопада 2024 |         |                                 |
| Нью-Сейнтс        | 3:1     | Бала Таун                       |

## 1/2 фіналу
| Команда 1         | Рахунок      | Команда 2    |
| ----------------- | ------------ | ------------ |
| 30 листопада 2024 |              |              |
| Аберіствіт Таун   | 1:1 пен. 4:1 | Кардіфф Сіті |
| 1 грудня 2024     |              |              |
| Баррі Таун        | 1:2          | Нью-Сейнтс   |

## Фінал
| Команда 1       | Рахунок | Команда 2  |
| --------------- | ------- | ---------- |
| 28 лютого 2025  |         |            |
| Аберіствіт Таун | 0:1     | Нью-Сейнтс |